# باتوسيرا لاينا
باتوسيرا لاينا (الاسم العلمي: Batocera laena) هي نوع من الحشرات، خنفساء طويلة القرون مسطحة الوجه، من جنس  Lamiinae، تتبع فصيلة  Cerambycidae.

## الوصف
هي خنفساء ضخمة طويلة القرون قد يصل طولها حوالي 45-60 ملم.
تنتشر في مناطق أستراليا، وبابوا غينيا وبريطانيا الجديدة.